# فینیکس (پسر آگنور)

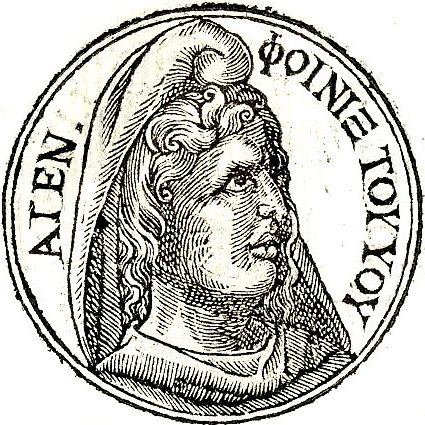
تمثال فینیکس

در اساطیر یونانی، فینیکس پسر آگنور و تلفاسا (و یا آرگیوپ) و همچنین برادر کادموس، کلیکس و ائوروپه  بود.
زمانی که ائوروپه به دست زئوس به یک گاو تبدیل شد، سه برادر او، به دستور آگنور، مامور یافتنش شدند. با این وجود، تلاش آنها بی‌حاصل بود. فینیکس در نهایت در کشوری در آفریقا، که به افتخار خودش آنرا فینیقی نامید، ساکن شد.
او از چند همسر خود صاحب فرزندانی شد. از ازدواجش با کاسیوپیا، دختری به نام  کارمه و سه پسر به نام‌های کیلیکس،
فینئوس و دوریکلوس به دنیا آمدند؛ به علاوه، از این طریق پدرخواندۀ پسر زئوس، آتیمیوس شد. همچنین آدونیس، حاصل ازدواج او با آلفسیبوآ بود. بنابه روایت ایلیاد، ائوروپه، دختر او -و نه خواهرش- بود. همچنین براساس نوشتۀ پریمد، ائوروپه، یکی از دو دختر فینیکس  و اوینئوس بود ( دختر دیگر آنها، آستیپاله‌آ نام داشت).